# Far d'Artrutx
El far d'Artrutx està situat a l'extrem suroccidental de l'illa de Menorca, en el cap del mateix nom. Dista set quilòmetres de Ciutadella.

## Història
Construït el 1858, al principi funcionava amb petroli. Després de diverses reformes i canvis en el sistema d'enllumenat va ser automatitzat al final de la dècada de 1980. El 26 de setembre de 2005 va ser inscrit i declarat al catàleg insular de patrimoni històric de Menorca.